# Johann Christoph Kosch (Baumeister, 1703)
Johann Christoph Kosch (tschech. Jan Kryštof Kosch) (* 2. Januar 1703 in Roschwitz, Böhmen als Christoph Kosch; † 7. Juni 1784 in Klösterle an der Eger, Böhmen) war ein deutschböhmischer barocker Baumeister.
Er stammte wie sein gleichnamiger Cousin Johann Christoph Kosch und sein Verwandter Johann Wenzel Kosch aus einer Baumeisterfamilie.
Sein Wirken konzentrierte sich im Wesentlichen auf die Region um Klášterec nad Ohří (Klösterle).
Kosch wurde 1703 in Roschwitz bei Klösterle als Sohn der Eheleute Johann Georg Kosch (1667–1739) und Anna geb. Maixner geboren. Er stand im Dienst der Grafen von Thun-Hohenstein in Klösterle und ist der unbedeutendste unter den drei Kosch-Baumeistern in Nordböhmen.
Von 1731 bis 1733 war er an den Umbauten der Pfarrkirche St. Wenzel in Rosawitz (Děčín-Rozbělesy) und am Schloss in Eulau (Jilové) beteiligt.
Im Jahr 1735 arbeitete er am Schloss Felixburg (Zámek Felixburk) in Roschwitz (Rašovice, heute Ortsteil von Klášterec nad Ohří).
Seit der Heirat mit Judith Schwander 1748 lebte er bis zu seinem Tod 1784 in Klösterle (Klášterec nad Ohří).
In den Jahren 1766–1769 war er der Erbauer der Kirche des hl. Jakobus in Redenitz (Radnice) im Okres Karlovy Vary, das zur ehem. gräflich-thunschen Herrschaft Klösterle gehörte.
Das Dorf existiert nicht mehr und die Kirche wurde 1957 abgerissen.
Außerdem hat er in seinem Geburtsort Roschwitz in den Jahren 1776–1784 eine Kapelle erbaut. Seinen Lebensabend verbrachte er als Bürger und Maurermeister in Klösterle an der Eger. Er wurde auch dort beigesetzt.